# Reggimenti italiani (1792-1799)
Lista dei reggimenti italiani dal 1792 al 1799. (Stati di Antico Regime)

## Regno di Sardegna (1792-1798)

### Truppe della Real Casa
- Guardie del Corpo (2 aprile 1685 - 8 dicembre 1798)
- Archibugieri guardie della porta (1685 – 1798)
- Guardia Svizzera (1597 - 1798)
- Dragoni guardacaccia (2 giugno 1693)
- Alabardieri Reali di Sardegna (1720)

### Reggimenti d'ordinanza nazionali
- Guardie (18 aprile 1659 – 9 dicembre 1798)
- Savoia (1624 - 9 dicembre 1798)
- Monferrato (1619 – 9 dicembre 1798)
- Piemonte (1636 – 9 dicembre 1798)
- Saluzzo (27 agosto 1672 – 9 dicembre 1798)
- Aosta (20 febbraio 1690 – 9 dicembre 1798)
- La Regina (8 aprile 1734 – 9 dicembre 1798)
- Sardegna (13 luglio 1744)
- Lombardia (1º luglio 1786 – 9 dicembre 1798)
- Alessandria (ex-estero Chablais) (26 ottobre 1796 – 8 dicembre 1798)

### Truppe di Marina
- Reggimento La Marina (16 aprile 1701-9 dicembre 1798)
- Reggimento Nuova Marina, poi Oneglia (1792-96)

### Reggimenti d'ordinanza esteri
- De Courten, poi De Streng (Vallesano) (12 gennaio 1694 – 4 dicembre 1798)
- Roch-Mondet, poi Stettler (Bernese) (14 novembre 1733 – 4 dicembre 1798)
- Christ, poi Belly (Grigione) (12 gennaio 1742 – 8 dicembre 1798)
- Schmid (Glarus – Appenzell) (25 gennaio 1744 – 29 novembre 1797)
- Peyer-im-Hoff (svizzero) (6 dicembre 1792 – 4 dicembre 1798)
- Bachmann (St Gall) (27 marzo 1793 – 4 dicembre 1798)
- Zimmermann (Lucerna) (11 aprile 1793 – 4 dicembre 1798)
- Reale Alemanno (3 ottobre 1695 – 8 dicembre 1798)
- Chablais (27 ottobre 1703 – 26 ottobre 1796)

### Reggimenti Provinciali
- del Genevois (8 giugno 1714 – 7 novembre 1796)
- di Moriana (8 giugno 1714 – 7 novembre 1796)
- di Nizza (8 giugno 1714 – 23 novembre 1796)
- di Cuneo (23 novembre 1796 – 9 dicembre 1798)
- d'Ivrea (8 giugno 1714 – 9 dicembre 1798)
- di Torino (8 giugno 1714 – 9 dicembre 1798)
- di Vercelli (8 giugno 1714 – 9 dicembre 1798)
- di Asti (8 giugno 1714 – 9 dicembre 1798)
- di Mondovì (8 giugno 1714 – 9 dicembre 1798)
- di Pinerolo (8 giugno 1714 – 9 dicembre 1798)
- di Casale (8 giugno 1714 – 9 dicembre 1798)
- di Novara (4 novembre 1775 – novembre 1796)
- di Tortona (4 novembre 1775 – novembre 1796)
- di Susa (20 aprile 1786 –  9 dicembre 1798)
- di Acqui (20 aprile 1786 – 9 dicembre 1798)
- Legione degli Accampamenti (1774 – 21 gennaio 1793)
- Reggimento Granatieri Reali (21 gennaio 1793 – maggio 1796)
- Reggimento Pionieri o Guastatori (21 gennaio 1793 – 9 dicembre 1798)

### Reggimenti Granatieri di formazione (1793-96)
| Reggimenti               | Battaglioni                                          | Centurie reggimentali                                           |
| ------------------------ | ---------------------------------------------------- | --------------------------------------------------------------- |
| 1º Bertone di Sambuy     | II Del Carretto - X Lovera di Maria                  | Savoia – La Marina – Torino; Novara - Oneglia                   |
| 2º D'Osasco di Cantarana | IV Di Reimbach - V Salmour d'Andezeno                | Saluzzo – Vercelli – Tortona; Aosta – Mondovì – Vallesano       |
| 3º Pastoris di Saluggia  | VI De Conzier d'Allemagne- VII Du Magny              | Chablais – Genevese – Real Alemanno; Moriana – Ivrea - Pinerolo |
| 4º Solaro della Chiusa   | VIII Caissotti di Chiusano - IX Biscaretti di Ruffia | La Regina – Sardegna . Nizza; Lombardia – Acqui - Grigione      |
| -                        | I Dichat                                             | Guardie – Aosta – Casale                                        |
| -                        | III Billard di Roccafranca                           | Monferrato - Piemonte - Bernese                                 |
| -                        | XI                                                   | Bachmann – Zimmermann – Peyer-Im-Hoff                           |

### Truppe Leggere (1792-96)
- Legione Truppe Leggiere (1º ottobre 1774-7 aprile 1795)
- 1º Reggimento Leggiero (7 aprile 1795-1796)
- 2º Reggimento Leggiero (7 aprile 1795-1796)
- Reggimento Truppe Leggiere (1796-8 dicembre 1798)

### Cacciatori (compagnie reggimentali e di milizia scelta)
- 1º Battaglione di Breglio (Luzerna di Campiglione, poi Colli Ricci di Felizzano: cp Aosta, La Regina, 1a e 2a Sardegna, Saluzzo, 1a e 2a Lombardia, Christ, Vallesano, Guardie) (1793-20 marzo 1796)
- 2º Battaglione di Susa (Fatio: cp Savoia, Monferrato, Piemonte, Real Alemanno, La Marina, Chablais, Moriana, 1a e 2a Bernese ) (1793-20 marzo 1796)
- Reggimento Cacciatori (20 marzo – novembre 1796)
- Compagnia Cacciatori provinciali di Novara (30 settembre 1793)
- Compagnia Cacciatori provinciali di Moriana (11 novembre 1793)
- Compagnia Cacciatori provinciali di Mondovì (11 gennaio 1794)
- Compagnie Cacciatori provinciali di Ivrea, Asti e Vercelli (24 marzo 1794)
- Compagnia Cacciatori provinciali del Genevese (24 marzo 1796)
- 1ª e 2ª Compagnia Cacciatori provinciali di Asti (aprile 1796)
- Cacciatori scelti della Contea di Nizza (cp 1a La Rocca, 2a Cristini, 3a Tordo, 4a Giletta, 5a Cauvin, 6a Domerego, 7a Contes, 8a Galea) (26 aprile 1794 – 26 agosto 1796)

### Corpi Franchi (1792-1796)
- Centuria cacciatori-carabinieri Malabaila di Canale (28 ottobre 1792-7 febbraio 1795)
- Compagnia cacciatori franchi d'Agliano (7 febbraio 1795)
- Compagnia cacciatori franchi Quincinetto (7 febbraio 1795)
- Centuria franca cacciatori volontari Martin Montù (30 gennaio – novembre 1794)
- Centuria cacciatori volontari Piano (9 luglio 1794), poi 7a e 8a cp del corpo franco
- Compagnia cacciatori franchi Pandini (25 luglio 1794), poi 9a del corpo franco
- Compagnia disertori francesi de Bonneaud (31 dicembre 1793), poi 5a del corpo franco
- Corpo franco dei disertori (compagnie 1a Isone, 2a Saissi, 3a Buriasco, 4a Patono, 6a di riserva) (9 marzo 1793 – 7 febbraio 1795)
- Corpo franco (7 febbraio 1795 – 2 settembre 1796) (cp 1a Pandini, 2a Buriasco, 3a Saissi, 4a Francioni, 5a Martin, 6a Bovarino, 7a Rivarossa, 8a Patono, 9a Piano, 10a de Bonneaud, 11a di riserva)

### Reggimenti di Cavalleria
- Dragoni di Sua Maestà (26 gennaio 1683 - 8 dicembre 1798)
- Cavalleggeri di Sua Maestà (7 ottobre 1689 – 8 dicembre 1798)
- Dragoni di Piemonte (4 luglio 1690 – 8 dicembre 1798)
- Piemonte Reale Cavalleria (23 luglio 1692 – 8 dicembre 1798)
- Savoia Cavalleria (23 luglio 1692 – 8 dicembre 1798)
- Dragoni leggeri di Sardegna (3 gennaio 1726)
- Dragoni della Regina (28 novembre 1736 – 8 dicembre 1798)
- Aosta Cavalleria (16 settembre 1774 – 26 ottobre 1796)
- Dragoni del Chiablese (16 settembre 1774 – 26 ottobre 1796)
- Cavalleria della Legione Accampamenti (1785-1796)

### Artiglieria e Genio
- Brigata, poi Reggimento d'artiglieria
- Compagnia franca d'artiglieria in Sardegna (16 aprile 1739)
- Corpo Reale degl'ingegneri (11 giugno 1775 – 8 dicembre 1798)
- Treno d'artiglieria (1792-96)
- Treno di provianda (1792-96)

### Truppe presidiarie
- Battaglione di guarnigione di Torino (21 marzo 1793 – 16 novembre 1796)
- 24 (1774) e poi 17 (1796) Compagnie Invalidi
- Centuria leggera di Cagliari (9 settembre 1767)

### Milizie
- 391 Centurie di milizia ordinaria (mobilitate nel 1792 e congedate l'11 maggio 1796: nel 1794 riordinate in 16 reggimenti, 339 compagnie fucilieri, 16 plotoni cannonieri e 90 compagnie cacciatori alpini delle Valli Chisone e Luserna e di Oneglia e Loano)

| Province    | Centurie  | Uomini | Province    | Centurie  | Uomini |
| ----------- | --------- | ------ | ----------- | --------- | ------ |
| Aosta       | 10        | 1.000  | Oneglia     | 42 alpine | 2.520  |
| Ivrea       | 20        | 2.000  | Loano       | 9 alpine  | 558    |
| Fenestrelle | 20 alpine | 1.240  | Biella      | 7         | 700    |
| Susa        | 10        | 1.000  | Vercelli    | 12        | 1.200  |
| Torino      | 20        | 2.000  | Arona       | 1         | 100    |
| Pinerolo    | 14 alpine | 840    | Novara      | 14        | 1.400  |
| Valdese     | 25        | 1.500  | -           | -         | -      |
| Saluzzo     | 20        | 2.000  | Valenza     | 4         | 400    |
| Savigliano  | 5         | 500    | Alessandria | 14        | 1.400  |
| Fossano     | 4         | 400    | Asti        | 12        | 1.200  |
| Cuneo       | 30        | 3.000  | Acqui       | 20        | 2.000  |
| Mondovì     | 40        | 4.000  | Casale      | 15        | 1.500  |
| Tortona     | 29        | 2.900  | Mortara     | 12        | 1.200  |

- Milizia Urbana di Torino (1792 – congedata il 27 giugno 1796, richiamata il 26 luglio 1797, disciolta l'8 dicembre 1798)

## Repubblica di Genova (1792-97)

### Reggimenti di Fanteria
| Reggimento                                          | Creato - Sciolto | Compagnie                 |
| --------------------------------------------------- | ---------------- | ------------------------- |
| I Oltremontano Guardie del Real Palazzo (Schreiber) | 1762-1797        | 1 alabardieri             |
| II Italiano Savona                                  | 1765-1797        | 9 fucilieri               |
| III Italiano Sarzana                                | 1765-1797        | 9 fucilieri               |
| IV Corso (Pasquale Cresci)                          | 1765-1797        | 1 granatieri, 8 fucilieri |
| V Oltremontano (Raustrumb, 1796 Gaulis)             | 1745-1797        | 2 granatieri, 7 fucilieri |

### Altri Corpi
- Battaglione d'artiglieria (Carlo Arata) (1790) (4 compagnie)
- Corpo Vecchio dei bombardieri
- Carabinieri di Novi
- Corpo degl'ingegneri (Giacomo Agostino Brusco)
- Compagnie di Marina "Leonardo Partenopeo" e "Francesco d'Oria" (1790), poi decime dei due reggimenti italiani (1796)

### Volontari
- Battaglione dei Volontari Castellani (1792-97)
- Compagnie scelte borghesi (Cadetti, Liguri, Civici, Cacciatori, Volontari dello Stato)
- Milizia delle Tre Podestarie (1793, sciolta nel gennaio 1797)

### Milizia degli scelti (96 compagnie)
| Reggimenti Suburbani | Reggimenti Provinciali |
| -------------------- | ---------------------- |
| 1º Polcevera         | Gavi e Voltaggio       |
| 2º Sestri            | Finale Ligure          |
| 3º Quarto            | Porto Maurizio         |
| 4º Bisagno           | Diano Marina           |
| 5º Voltri            | Chiavari               |
| -                    | Borghetto              |
| -                    | Levanto                |

## Repubblica di Venezia (1792-97)

### Reggimenti Italiani (1790)
| Reggimenti                        | Reggimenti           | Reggimenti              |
| --------------------------------- | -------------------- | ----------------------- |
| I Veneto Real (1685) (G. Alberti) | VII Carlo de Lodoli  | XIII Giacomo Sarotti    |
| II Mario Alberti                  | VIII Andrea Pacmor   | XIV Francesco Galli     |
| III Giò. Marin Conti              | IX Marin Conti       | XV Rovigo (Muzio)       |
| IV Francesco Guidi                | X Francesco Covi     | XVI Treviso (Cortese)   |
| V Teodoro Volo                    | XI Andrea Toffoletti | XVII Padova (Dondiroli) |
| VI Giambattista Galli             | XII Marino Stamula   | XVIII Verona (Larice)   |

### Reggimenti Oltremarini (1790)
| Reggimenti       | Reggimenti           | Reggimenti                        |
| ---------------- | -------------------- | --------------------------------- |
| Giacomo Cernizza | Girolamo Bachili     | Attanasio Nina                    |
| Niccolò Scuttari | Spiro Antonio Zulati | Stefano Betricevich               |
| Marin Dandria    | Niccolò Medin        | Comp. sciolte Medin-Mattutin      |
| Zuanne Barbarich | Simon Mida           | Comp. sciolte Confini del Levante |

### Cavalleria
- Reggimento Corazze (in Levante)
- Reggimento Dragoni (in Terraferma)
- Reggimento Croati (in Terraferma)

### Artiglieria e Genio
- Reggimento degli artiglieri (5 ottobre 1771)
- Corpo dei Bombardieri
- Corpo degl'ingegneri (5 ottobre 1771)
- Corpo di travagliatori (Zara e Corfù) (1785)

### Milizie
- Genti d'arme
- Cernide della Terraferma veneta
- Cernide dell'Istria
- Collettizie di Dalmazia
- Bombardieri civici

## Ducati di Parma, Piacenza e Guastalla

### Truppa regolata
- Compagnia delle Reali Guardie del Corpo (1749)
- Reggimento Real Ferdinando (1790) (3 Battaglioni - 24 Compagnie)
- Compagnia franca de' Rossi (36 svizzeri e alemanni)
- Corpo degl'ingegneri
- Corpo degl'invalidi

### Terzi Suburbani
| Ducati    | Terzi                                                                  | Compagnie                                           |
| --------- | ---------------------------------------------------------------------- | --------------------------------------------------- |
| Parma     | Parma, Colorno, Borgo San Donnino, Busseto, Tizzano, Borgo Val di Taro | 8 granatieri, 75 fucilieri, 9 carabinieri a cavallo |
| Piacenza  | Ducato, Valnure, Valtrebbia, Valtidone                                 | 5 granatieri, 37 fucilieri, 2 carabinieri a cavallo |
| Guastalla | Belforte                                                               | 1 granatieri, 8 fucilieri, 1 carabinieri a cavallo  |

## Ducati di Modena e Reggio
- Guardia Nobile (75)
- Corpo degli artiglieri (94)
- Cavalleria (360) (Col. Cristoforo Munarini Sorra)
- Truppe Urbane di Modena (1 compagnia bombardieri, 4 fucilieri di quartiere)
- Truppe Urbane di Reggio (1 compagnia bombardieri, 4 fucilieri di quartiere)
- Legione Estense (96 compagnie, 10.661 fanti)

| Divisioni | Nome                                        | Compagnie                                                                                         |
| --------- | ------------------------------------------- | ------------------------------------------------------------------------------------------------- |
| 1a        | Guardie a Piedi                             | 2 granatieri, 1 artiglieri, 14 fucilieri (8 a Modena, 4 a Reggio, 1 a Mirandola, 1 a Montalfonso) |
| 2a        | Truppe Urbane (volontari)                   | 2 bombardieri, 14 fucilieri                                                                       |
| 3a        | Truppe Provinciali di Modena                | 2 granatieri, 14 fucilieri                                                                        |
| 4a        | Truppe Provinciali di Reggio                | 2 granatieri, 14 fucilieri                                                                        |
| 5a        | Truppe Provinciali di Mirandola             | 2 granatieri, 14 fucilieri                                                                        |
| 6a        | Truppe Provinciali di Garfagnana e Frignano | 2 granatieri, 14 fucilieri                                                                        |

## Repubblica di Lucca
- Guardia svizzera di Palazzo
- Presidio della Serenissima Repubblica (6 compagnie in città, 3 a Castiglione, Viareggio e Montignoso)
- Compagnia di Santa Barbara dei bombardieri
- Cerne cittadine (terzieri S. Paolino, S. Martino e S. Salvatore, 12 "gonfaloni" o compagnie)
- Milizie della Montagna (Vicarie di Garfagnana)
- Cerne del Contado (Ordinanza delle Sei Miglia): 6 compagnie

## Granducato di Toscana

### Ordinamento del 1790-95
- Guardia Nobile
- Guardie Reali a cavallo e a piedi
- Reggimento Real Toscano (6 compagnie a Livorno e 4 a Firenze)
- 5 compagnie regolate (Pisa, Pistoia, Pitigliano, Arezzo, Confini di Romagna)
- Cacciatori volontari della città di Livorno (22 luglio 1794): 6 brigate
- Compagnie Urbana e Franca (Forzati) di Portoferraio
- Compagnia Dragoni di Pisa
- Compagnia artiglieri
- 12 Compagnie civiche (4 Firenze, 1 Pisa, 1 Massa, 1 Pitigliano, 1 Borgo San Sepolcro - Montevarchi - Anghiari, 1 Arezzo, 1 Cortona, 1 Castel Fiorentino)

### Ordinamento del 1796-97
- Guardie Reali del Corpo a piedi (156) e a cavallo (48)
- Reggimento Real Toscano di Livorno(2.531)
- Reggimento Dragoni di Pisa (300)
- Corpo degli artiglieri (177)
- Compagnie autonome di Grosseto (222), Portoferraio (100), Campiglia (255), Pietrasanta (109)

### Corpo delle Bande (giugno 1794)
| Compagnie | Firenze            | Pisa        | Siena Superiore       | Siena Inferiore |
| --------- | ------------------ | ----------- | --------------------- | --------------- |
| I         | Mont. Pistoia      | Pisa Sud    | San Martino           | Grosseto        |
| II        | Lastra a Signa     | Pisa Nord   | Camollia              | Massa Marittima |
| III       | Pistoia            | Vico Pisano | Montalcino            | Campagnatico    |
| IV        | Prato              | Peccioli    | Pienza                | Casteldelpiano  |
| V         | Sesto              | Lari        | Chiusi                | Arcidosso       |
| VI        | Mugello            | Pontedera   | Sinalunga             | Scansano        |
| VII       | Marradi            | Pescia      | Radicondoli           | Pitigliano      |
| VIII      | Rocca San Casciano | Buggiano    | Radicofani            | Volterra        |
| IX        | Bagno              | Barga       | San Gemignano         | Mont. Volterra  |
| X         | Pontassieve        | Pietrasanta | Montepulciano         | Pomarance       |
| XI        | Empoli             | Pontremoli  | Cortona               | Campiglia       |
| XII       | San Miniato        | Fivizzano   | Castiglion Fiorentino | Rosignano       |

- Altre compagnie del Battaglione di Firenze: XIII Arezzo, XIV Sansepolcro, XV Casentino, XVI Laterina, XVII Valdarno, XVIII Monte San Savino.

## Stato della Chiesa

### Ordinamento del 1792
Truppe del Maggiordomo
- Lance Spezzate (30)
- Compagnia dei Cavalleggeri con distaccamenti nelle Legazioni
- Compagnia della Guardia Svizzera con distaccamenti nelle Legazioni

Truppe del Commissariato delle Armi
- Compagnia delle Corazze (Roma)
- Reggimento delle Guardie di N. S. o dei “Rossi”, a Roma (1757: 2 compagnie alemanne, 1 avignonese, 5 italiane, 1 granatieri)
- Reggimento di Ferrara (4 cp in città e 3 in fortezza)
- Compagnie presidiarie della città di Civitavecchia (2, poi 4)
- Compagnie presidiarie della città di Ancona (2, poi 4)
- Compagnie presidiarie (3) della città di Bologna (1783)
- Compagnie presidiarie (3) del Forte Urbano
- Presidii minori (Fortezza di San Leo, Rocca Pia di Ascoli, Perugia, Cesena e Fano)
- Cavalleria (Vincentini) su 2 compagnie (novembre 1792)
- Battaglione dei Turchini della Marca (Baruichi) a Roma (31 gennaio 1793)
- Battaglione dei Turchini (Clarelli) a Corneto (31 gennaio 1793)
- Milizie Urbane

| Province             | Fanteria | Compagnie | Cavalleria | Compagnie |
| -------------------- | -------- | --------- | ---------- | --------- |
| Ferrara              | 7.441    | 30        | 1.270      | 14        |
| Bologna              | 4.400    | 22        | 360        | 3         |
| Romagna              | 8.612    | 50        | 894        | 10        |
| Urbino               | 5.963    | 41        | 1.021      | 11        |
| Tronto               | 8.931    | 46        | 830        | 9         |
| Ancona               | 2.671    | 14        | 629        | 2         |
| Chienti              | 8.262    | 46        | 1.717      | 18        |
| Umbria               | 8.763    | 56        | 2.134]     | 27        |
| Patrimonio           | 8.709    | 50        | 1.792      | 25        |
| Sabina               | 3.400    | 15        | 567        | 4         |
| Montagna             | 1.943    | 12        | 693        | 6         |
| Marittima e Campagna | 4.419    | 24        | 721        | 9         |

Truppe del Tesorierato Generale ("Verdi")
- Compagnie di Castel Sant'Angelo (2, poi 3)
- Compagnia della Fortezza di Civitavecchia
- Presidii di Anzio e Fiumicino
- Soldatesca di guardia alla Spiaggia Romana (12 Torri di Ponente e 18 di Levante)
- Presidii minori (Fortezza Maggiore e Rivellino di Ancona, Fortezza di Senigallia, Rocca di Pesaro)
- 9 compagnie bombardieri di milizia (Roma 461, Ancona 200, Fano 150, Senigallia 300, Pesaro 200, Rimini 200, Ferrara 120, Perugia 37 e Civitavecchia 62)
- milizie speciali di Romagna: Milizie di Fortezza (330), Numero di Ravenna (200), Rocca di Ravenna (100), Porto Corsini (220), Porto Primaro (120), Cesenatico (350), Cervia (60), Faenza (300), Altre milizie (2.390)
- Corpo delle guardie di finanza e marina di dogana (1783)
- Battaglione di Romagna (anticontrabbando) (1790)
- Battaglione dei Verdi di Terracina (Ronca) (1792)

Truppe del Tribunale della Sacra Consulta
- Battaglione de' soldati in luogo de' Corsi, o dei “Bianchi” (1670)

### Piano Caprara (31 marzo 1793)
| Reggimenti su 3 battaglioni e 2 compagnie granatieri | Battaglioni su 6 compagnie                                             |
| ---------------------------------------------------- | ---------------------------------------------------------------------- |
| Roma (Sebastiano Reali)                              | Guardie (Mantica) - Corsi (Grassi) - Marca (Baruichi)                  |
| Civitavecchia (Ancajani)                             | Lante - Clarelli (Corneto) - Ronca (Terracina)                         |
| Legazioni (Malvezzi)                                 | Romagna - Ferrara (Roverella) - Bologna (Giovio) e F. Urbano (Pernini) |
| Ancona (Gavardini)                                   |                                                                        |

Altre truppe
- Battaglione di Guarnigione a Roma
- Cavalleria (2 compagnie)
- Artiglieria (2 compagnie)

### Ordinamento Gaddi (novembre 1793)
- Brigata di Roma su 5 battaglioni (1° e 2° Guardie - Castello - Corsi - Marca)
- Reggimento di Civitavecchia su 2 battaglioni (Lante e Clarelli)
- Battaglione di Ancona (Gavardini)
- Compagnia di Senigallia
- Battaglione di Romagna
- Battaglione di Ferrara
- Battaglione Bologna - Forte Urbano
- Cavalleria (2 compagnie a Roma e 1 in Romagna)
- Artiglieria (2 compagnie a Roma e 2 in Romagna)
- Corpo dei bombardieri provvisionati

### Ordinamento del 1796
Truppe in Romagna e nelle Marche
- 1º Reggimento di Romagna su 2 battaglioni (Ancajani)
- Squadrone cavalleria Reali in Romagna
- Compagnia d'artiglieria Porti in Romagna
- Battaglione della Marca (Biancoli) a Cesena
- Battaglione Borosini in Romagna
- Battaglione di Ancona (Gavardini)

Truppe a Roma e Civitavecchia
- Reggimento delle Guardie su 2 battaglioni
- Battaglione di Castel Sant'Angelo
- Battaglione dei Corsi (Grassi)
- 1º e 2º Battaglione Granatieri(di formazione)
- Reggimento del Contestabile Colonna su 2 battaglioni
- Cavalleria (2 compagnie)
- Artiglieria (2 compagnie)
- Battaglione di Guarnigione

### Ordinamento del maggio 1797
Fanteria
| Legioni             | Reggimenti                  | Battaglioni                                            |
| ------------------- | --------------------------- | ------------------------------------------------------ |
| 1a Gandini (Lazio)  | Guardie (C. Ancajani)       | 1 °F. Biancoli - 2° G. Bracci                          |
| -                   | Civitavecchia (M. Clarelli) | 1° M. Miletti - 2° G. B. Cerroni                       |
| 2ª Colonna (Marche) | Colonna (L. Baruichi)       | 1° M. Dandini - 2° G. B. Boschi                        |
| -                   | della Marca (vacante)       | 1° ex-Corsi (F. Grassi) - 2° ex-Castello (C. Borosini) |

Altri Corpi
- Battaglione di Guarnigione (Francesco di Paola Colli)
- Cavalleria (Virgilio Crispolti)
- Artiglieria (Angelo Secondo Colli)

## Regni di Napoli e Sicilia

### Guardia reale
- Guardie del corpo (1731)
- Alabardieri di Napoli (1734)
- Alabardieri di Palermo (1734)
- Reali Cacciatori (1777)

### Reggimenti di Fanteria
| Brigate | I Reggimento                                        | II Reggimento                                             | Terzi Batt. Cacciatori Volontari |
| ------- | --------------------------------------------------- | --------------------------------------------------------- | -------------------------------- |
| I       | Re (1711)                                           | Regina (1718)                                             | 1º Re - 2ª Regina                |
| II      | Real Borbone (1732) in Sicilia                      | Real Farnese (1734)                                       | 3° Real Farnese                  |
| III     | Real Napoli (1734)                                  | Real Palermo (1735) in Sicilia                            | 4° R. Napoli                     |
| IV      | Real Italiano (1736)                                | Real Campagna (1743)                                      | 5° R. Italiano - 6° R. Campagna  |
| V       | Real Macedonia I (1739)                             | Real Macedonia II (1788)                                  | 7° e 8° R. Macedonia             |
| VI      | Puglia (1743)                                       | Lucania (1743)                                            | 9° Puglia - 10° Lucania          |
| VII     | Sannio (1743)                                       | Messapia (1743)                                           | 11° Sannio - 12° Messapia        |
| VIII    | Calabria (1746)                                     | Agrigento (1754)]                                         | 13° Calabria - 14° Agrigento     |
| IX      | Siracusa (1754) nei Presidii                        | Borgogna (1788)                                           | 15° Borgogna                     |
| X       | Estero I (1788)                                     | Estero II (1788) in Sicilia                               | 16° Estero I                     |
| XI      | Principe (1798) baronale del conte di Caltanissetta | Principessa (1798) baronale del duca di Piscicelli        | 17º Principe - 18ª Principessa   |
| XII     | Terra di Lavoro (1798) baronale del governo         | Sicilia (1798) baronale del duca di Sperlinga, in Sicilia | 19° Terra di Lavoro              |

Battaglioni di formazione (ottobre 1798)
- Battaglione fucilieri dello Stato Maggiore
- 1º Battaglione Granatieri (Milano) (Lucania – Messapia – Agrigento)
- 2º Battaglione Granatieri (Pecori)  (Regina – R. Napoli – Puglia)
- 6º Battaglione Granatieri (Tschudy) (R. Campagna – Borgogna)
- 7º Battaglione Granatieri (Re – Calabria – Macedonia I)
- Battaglione Granatieri (Macedonia II – Sannio – Principessa)
- Battaglione Granatieri (Estero I – Principe)

### Reggimenti Cacciatori
| Cacciatori Volontari (30 gennaio 1797)             | Cacciatori di Frontiera (15 agosto 1798) | Corpi Volanti                                     |
| -------------------------------------------------- | ---------------------------------------- | ------------------------------------------------- |
| 1º Terra di Lavoro e Principato (duca di Calabria) | Truentini (Civitella del Tronto)         | Volontari dei Presidii (1794)                     |
| 2º Lucania e Basilicata (Marchese della Schiava)   | Amiternini (Leonessa/Cittaducale         | Volontari di Longone (1794)                       |
| 3º Calabria (Mirabelli)                            | Marsi (Tagliacozzo)                      | Cacciatori di Calabria Citra (Arcovito)           |
| 4º Puglia (Siricio)                                | Liri (Sora)                              | Cacciatori di Calabria Ultra (Mirabelli)          |
| 5º Abruzzi (Salvatore di Beaumont)                 | Formiani (Fondi)                         | Cacciatori Albanesi (Camiciotti) (15 agosto 1798) |
| 6º Sicilia (duca della Floresta)                   | -                                        | Cacciatori e Picchieri di Teramo (1798)           |

### Reggimenti di Cavalleria
Reggimenti Veterani
| Brigate | I Reggimento       | II Reggimento    |
| ------- | ------------------ | ---------------- |
| I       | Re (1734)          | Regina (1734)    |
| II      | Borbone (1739)     | Principe (1749)  |
| III     | Rossiglione (1703) | Tarragona (1703) |
| IV      | Napoli (1754)      | Sicilia (1754)]  |

Reggimenti Baronali (1798)
| Brigate                                | I Reggimento                            | II Reggimento                     |
| -------------------------------------- | --------------------------------------- | --------------------------------- |
| V siciliana, conte di Caltanissetta    | Principessa (conte di Caltanissetta)    | Real Ferdinando (col. de Liguoro) |
| VI siciliana, duca di Roccaromana      | Leopoldo I (duca di Roccaromana)        | Leopoldo II (col. de Robertis)    |
| VII napoletana                         | Principe Alberto (principe di Leporano) | Real Carolina (marchese Palmieri) |
| VIII napoletana, principe di Moliterno | Abruzzo I                               | Abruzzo II                        |

2 Squadroni di formazione dello S. M. (ottobre 1798)

### Corpo reale d'artiglieria
- 1º Reggimento d'artiglieria Re (1788): 1º battaglione a Napoli, 2° a Barletta
- 2º Reggimento d'artiglieria Regina (1788): 1º battaglione a Reggio, 2° a Palermo
- Brigata ingegneri di campagna (1788)
- Battaglione pionieri (16 ottobre 1798)
- Compagnia pontonieri (16 ottobre 1798)
- Treno e Regi Bagagli (16 ottobre 1798)

### Truppe presidiarie
- Reggimento Fucilieri di Montagna(1744) (10 compagnie)
- 2 Battaglioni dei Naturali di Longone e di Orbitello
- Compagnia dei Naturali di Ischia
- 16 compagnie scelte di milizia provinciale
- 16 compagnie franche di forzati (13) e presidiari (3) (10 luglio 1798)
- 9 compagnie invalidi
- 4 Compagnie di dotazione delle Isole (Lipari – Favignana – Pantelleria – Ustica)
- 2 Corpi franchi di Pantelleria e Ustica

### Artiglieri Litorali
| Settori             | Artiglieri | Note                                                            |
| ------------------- | ---------- | --------------------------------------------------------------- |
| Presidii di Toscana | 51         | 20 Longone, 24 Orbitello, 4 Piombino, 3 Talamone                |
| Isole dei Due Golfi | 124        | 32 Ponza, 32 Ventotene, 36 Ischia, 24 Capri                     |
| Cratere di Napoli   | 464        | 14 opere da Miseno a Castellammare                              |
| Calabria            | 66         | 36 a Reggio e Pentimele, 30 a Cotrone                           |
| Puglia              | 392        | 376 in 11 piazze costiere, 16 nelle Tremiti                     |
| piazza di Pescara   | 44         | -                                                               |
| Sicilia             | 356        | 15 piazze, batterie e castelli da Torre del Faro a Capo Passero |
| Isole siciliane     | [90        | 24 Lipari, 24 Ustica, 20 Favignana, 6 Marettimo, 16 Pantelleria |

### 43 Battaglioni Volontari Siciliani (22 settembre 1798)
| Palermo             | Valdimazzara              | Valdemone                | Valdinoto                |
| ------------------- | ------------------------- | ------------------------ | ------------------------ |
| 1º - 2º Palermo I   | 1º Trapani - 2º Marsala   | 1º Cefalù - 2º Mistretta | 1º e 2º Catania          |
| 1º - 2º Palermo II  | 1º Sciacca - 2º Sambuco   | 1º Milazzo - 2º Patti    | 1º Siracusa - 2º Augusta |
| 1º - 2º Palermo III | 1º Agrigento - 2º Aragona | 1º e 2º Messina          | 1º Noto - 2º Ragusa      |
| 1º - 2º Palermo IV  | 1º Termini - 2º Vicari    | 1º Taormina - 2º Mascalì | 1º e 2º Caltagirone      |
| 1º - 2º Palermo V   | 1° Licata - 2° Naro       | 1° e 2° Aci Reale        | Piazza Armerina          |
| 1º - 2º Palermo VI  | -                         | -                        | -                        |
| 1º - 2º Palermo VII | -                         | -                        | -                        |

## Sacra Religione di Malta

### Truppa Regolata e Milizia scelta
- Guardia del Gran Maestro
- Battaglione dei Vascelli
- Battaglione delle Galere
- Reggimento di Malta (24 aprile 1777) (9 compagnie)
- Reggimento dei Cacciatori (milizia scelta: 4 compagnie)
- Reggimento Cavalleria (200 regolari e 300 miliziotti feudali)
- Compagnia dei Bombardieri

### Milizie (dejma)
- Battaglione della Bolla (compagnie artigiani: Palazzo, Valletta, Floriana)
- 5 Reggimenti Urbani (Nobile, Valletta, Vittoria, Sanglea, Bucola)
- 6 Reggimenti di Campagna (Birkirkara, Qormi, Naxxar, Zebbug, Luqa, Zejtun)
- Reggimento misto di Gozo (800 moschettieri, 30 cavalleggeri, 70 cannonieri)
- Guardia costiera di Gozo (1.200)

## Impero asburgico

### Corpi a reclutamento lombardo
- Italienische Infanterie-Regiment Belgiojoso IR 44 (23 gennaio 1744 - gennaio 1799)
- Italienische Infanterie-Regiment Caprara, poi (1793) Schmidtfeld IR 48 (1724 - dicembre 1795)
- Italienische Grenadier-Bataillon Wollust, poi Strassoldo (1770 - gennaio 1799)
- Lombardisches Jaeger-Corps Corti (settembre 1796 - gennaio 1799)
- Italienische Grenadier-Bataillon Neny (gennaio 1799)
- Guardia di finanza lombarda
- Milizia Nazionale dello Stato di Milano
- Milizia Provinciale di Mantova

### Reclutate nelle contee di Gorizia e Gradisca e Litorale
- Inner-Oesterreiches Infanterie-Regiment N. 13 von Dubnitz, poi Reisky (1618-1809)
- Inner-Oesterreiches Infanterie-Regiment N. 43 Graf Thurn (1715-1809)

### Altri corpi dell'Adriatico
- Triester Marine (1784-1802)
- Guardia civica di Trieste (1796-97; 1798-1809)
- Milizia suburbana di Trieste
- Milizia Urbana di Gorizia
- Landwehr (Cernide) delle Contee di Gorizia e Gradisca
- Corpo Dalmato ex-veneziano Vitturi (1797-1806)
- Flottiglia Dalmata (1797-1802)
- Battaglione delle Collettizie dalmate (1797-1806)
- Ex-venetianische Marine (1797-1802)
- Cernide istriane (1797-1806)

### Bersaglieri scelti Trentini (Scharfschuetzen)
| Trentino                                                  | Compagnie                                                                        | Alto Adige                 | Compagnie                                                                        |
| --------------------------------------------------------- | -------------------------------------------------------------------------------- | -------------------------- | -------------------------------------------------------------------------------- |
| Val di Sole                                               | Spiazzo - Pinzolo - Malé                                                         | Etschertal                 | Egna - Termeno - Caldaro - Bolzano - Terlano - Gargazzone - Lana - Merano I e II |
| Val di Non                                                | Cles - Brez - Cagnò - Sarnonico                                                  | Val Passiria - Val Venosta | Tirolo - Lagundo - Nauders                                                       |
| Valli Giudicarie                                          | Stenico - San Lorenzo in Banale - Fiavé - Dro - Arco - Ledro - Riva              | Valle Sarentina            | San Genesio - Meltina - Sarentino - Vipiteno                                     |
| Val d'Adige                                               | Ala - Rovereto - Folgaria - Castellano - Sacco - Trento - Lavis I e II - Salorno | Valle Isarco - Val Gardena | Castelrotto - Gufidaun - Villandro - Bressanone                                  |
| Valsugana                                                 | Caldonazzo - Telve - Strigno - Casotto                                           | Val Pusteria               | Mühlbach - Rodeneck - Taufers                                                    |
| Val di Cembra - Val di Fiemme - Val di Fassa - Val Cismon | Cembra - Sover - Monte Sover - Cavalese - Tesero - III - IV - Primiero I e II    | Rinforzi dall'Obertirol    | Oberinntal - Thaur - Schwaz - Kufstein - Rottemburg - Wipptal - Sonnemberg       |

- 3 Battaglioni dall'aprile al settembre 1797 (Graff al Tonale, Sighele al Monte Baldo, von Ceschi in Valsugana)
- Compagnia esuli veneti Guglielmi-Dal Canton in Vallarsa (1797)
- Mobilitazione del 1800 (marzo - giugno): 7 battaglioni (42 compagnie) di milizia ordinaria tirolese (Karabinierschuetzen) dal Brennero al Monte Baldo, 40 compagnie a Nord del Brennero. Inoltre 25 compagnie volontarie scelte presidiarie(Tyroler-Freiwilliges-Scharfschuetzen-corps). Nel novembre 1801 queste ultime formano il Tyroler-Jaeger-Regiment insieme allo Jaeger-korps Kurz.

### Truppe austro-piemontesi (1799-1800)
- Centuria, poi Battaglione Guardie
- Centuria, poi Battaglione Savoia
- Centuria, poi Battaglione Monferrato
- Centuria, poi Battaglione Piemonte
- Battaglione Saluzzo
- 10 Battaglioni provinciali (Cuneo, Mondovì, Asti, Susa, Acqui, Ivrea, Pinerolo, Torino, Vercelli, Casale)
- 10 compagnie provinciali di riserva
- 2 mezzi squadroni montati (cavalieri - dragoni)
- 2 battaglioni di cavalleria appiedata (Torino, de Yenne)
- Feldjaeger-corps Brentano-Cimarolli, poi Mariazzi (6 cp piemontesi, 1799-1800)
- Italienische Leichtes-Bataillon Bonaccorsi (ex centuria Truppe Leggere piemontesi: 1 cp granatieri e 6 fucilieri, 1799-1800)
- Legione Balegno (ex 1a mezza brigata piemontese in Toscana) dell'Armata Aretina (luglio-settembre 1799)
- Battaglione alemanno Brempt di Torino
- Deposito dei militari grigioni
- 18 compagnie d'artiglieria
- 17 compagnie d'invalidi
- Corpo Reale permanente della milizia volontaria di Torino

### Truppe reclutate in Italia (1799)
- Reggimento Lahoz
- Leichtes-Inf.-Bat. N. 2 Carl Rohan (ex-Bourbon, Rohan, Erzherzog Carl)
- Leichtes-Inf.-Bat. N. 3 Am Ende (ex-en-Laudon)
- Leichtes-Inf.-Bat. N. 4 Bach (ex-Grien-Laudon)
- Leichtes-Inf.-Bat. N. 11 Franz Crenneville (ex-Crenneville, Anhalt-Zerbst Infanterie)
- Leichtes-Inf.-Bat. N. 14 Louis Rohan (ex-Botbon, Rohan, Erzherzog Carl)